# Перепис населення Естонії (2021)
Перепис населення Естонії 2021 року (перепис населення та житлових приміщень — REL2021) проводиться з осені 2021 року до липня 2022 року. Момент перепису було встановлено станом на 00.00 годин (UTC+2:00) 31 грудня 2021 року, агрегування інформації з регістрів триває з січня до липня 2022 року. Перелік даних, що збираються, був затверджений Законом про національну статистику та Постановою 763/2008 Європейського парламенту та Ради. Перепис організував Департамент статистики Естонії. REL2021 — дванадцятий за рахунком перепис населення на території Естонії. Попередні проходили у 1881, 1897, 1922, 1934, 1941, 1959, 1970, 1979, 1989, 2000 та 2011 роках. Результати перепису будуть публікуватися поступово з червня 2022 до кінця року.

## Ціль
Перепис населення — це єдине дослідження, яке дає інформацію не лише про основні демографічні показники, а й про сім'ї, домогосподарства, місцезнаходження, міграцію, житлово-побутові умови мешканців країни на певний момент часу. Знання, отримані в ході перепису, допомагають приймати зваженіші рішення і, таким чином, формувати життя Естонії як на рівні місцевого самоврядування, так і на рівні держави.

## Особливості перепису
Перепис ведеться комбінованим методом: збирання даних з регістрів поєднується з вибірковим обстеженням. Більшість необхідних даних отримано з державних баз даних. Збір цих даних відбувається з січня до липня 2022 року. Загалом дані збираються приблизно з 30 регістрів, основні з них це: Регістр народонаселення, Регістр будівель, регістри Земельного департаменту, Податково-митного департаменту, Лікарняної каси.
Додаткові дані збиралися шляхом випадкової вибірки. 43 % населення Естонії було переписано онлайн.
Дані перепису, опубліковані 1 червня 2022 року у статистичній базі даних, були зібрані внаслідок перепису на основі регістрів. Дані, зібрані в рамках обов'язкового та добровільного опитувань, додатково обробляються та аналізуються, та їх результати будуть опубліковані у листопаді 2022 року.
Перепис збігся з піком епідемії коронавірусу, тому рішення про її проведення комбінованим методом і в основному на основі регістрів було доцільним.

### Електронний опитувальник
З 28 грудня 2021 року до 22 січня 2022 року було відкрито електронний опитувальник перепису, на який могли відповісти всі постійні жителі Естонії, у тому числі й ті, хто тимчасово перебуває за кордоном. Опитувальник був забезпечений інструкцією, консультацію також можна було отримати за номером служби підтримки. На електронні адреси мешканців Естонії було надіслано спеціальне нагадування про це. Електронну анкету потрібно було заповнити на сайті rahvaloendus.ee, ідентифікуючи себе за допомогою ID-карти, мобільного ID або Smart-ID. Заповнення анкети займало близько п'яти хвилин на людину. Особи, які підлягають обов'язковому перепису, отримували письмове запрошення поштою, і в цьому випадку необхідно було особисто заповнити анкету всім, хто проживав за адресою, що вказана на конверті. Тих, хто не заповнив електронну анкету, до лютого відвідували переписувачі або дзвонили їм телефоном. Обов'язковою участю в опитуванні планувалося охопити майже 61 тисячу людей.
На початок 22 січня, електронний опитувальник заповнили 550 000 осіб, або близько 42 % Населення Естонії. Найактивніше участь у переписі населення взяли участь жителі міста Тарту та повіту Харьюмаа, де анкету станом на 21 січня заповнило близько 47 % населення віком 15 років і більше. Частка жителів Іда-Вірумаа, які відповіли на запитання анкети, склала на ту ж дату 20 %.
Анкета охоплювала тільки ті питання, інформація з яких необхідна дослідникам, державним чиновникам та організаціям, але відповіді на які в реєстрах на сьогодні не знайти. Питання стосувалися, наприклад, володіння іноземними мовами та діалектами, віросповідання, проблем зі здоров'ям та їхнього впливу на повсякденну діяльність.

### Випадкова вибірка
Дані за додатковими характеристиками населення збиралися з 28 грудня 2021 року до 22 січня 2022 року шляхом випадкової вибірки 40 720 респондентів. Конкретна кількість адрес випадкової вибірки у місцевому самоврядуванні залежала від мешканців місцевого самоврядування.

## Попередні дані
На момент перепису, тобто 31 грудня 2021 року, в Естонії постійно проживали 1 331 824 людини, з них:
- чоловіки становили 47,6 % (633 426 осіб), їхня частка з 2011 року збільшилася на 1,2 %;
- частка жінок становила 52,4 % (698 398 осіб);
- кількість дітей склала 217 799 людина (16,4 %), осіб працездатного віку (15-64 роки) — 841 851 людину (63,2 %), людей похилого віку (вік 65 років і старше) — 272 146 (20,4 %);
- у містах проживає 61,2 % населення (815 003 осіб);
- середньому жителю Естонії 42,2 року, таким чином він на 1,4 року старший за середній житель у 2011 році.[2]

Станом на кінець 2021 року 84,7 % населення Естонії мали естонське громадянство. Всього в Естонії проживають громадяни 151 країни, що на 33 більше, ніж десять років тому.
В Естонії говорять 244 різними рідними мовами, що на 86 мов більше, ніж у 2011 році, і більш ніж наполовину більше, ніж у 2000 році. Частка мешканців, чиєю рідною мовою є естонська, за останні 20 років залишилася практично на тому самому рівні (67 %).
Дані, зібрані з регістрів, показали, що за період з 2011 по 2021:
- чисельність населення Естонії зросла на 2,9 %;
- чисельність дітей збільшилась на 8,2 %;
- чисельність людей працездатного віку зменшилась на 2,8 %;
- чисельність осіб віком 65 років і більше зросла на 15,7 %;
- частка населення з естонським громадянством зменшилась на 0,5 %;
- частка населення з російським громадянством зменшилась на 9,7 %;
- частка осіб без громадянства зменшилась на 22,5 %[7];
- чисельність естонців збільшилася на 1,9 %;
- чисельність росіян зменшилася на 3,4 %, білорусів — зменшилась на 7,7 %; на 23 % збільшилася кількість українців (до цієї статистики не входять військові біженці, які приїхали до Естонії після перепису), кількість латишів збільшилася на 117 %;
- питома вага осіб, рідною мовою яких є естонська, зросла на 0,9 %[8] ;
- питома вага осіб, рідною мовою яких є російська, знизилася на 1,0 %[8] ;
- чисельність населення міст зросла на 4 %.

За даними перепису, естонську мову рідною назвали 895 493 особи або 67,23 % населення країни, російську — 379 210 (28,47 %), українську — 12 431 (0,93 %), фінську — 4 276 (0,32 %), англійську — 3 879 (0,29 %), латиську — 2 510 (0,19 %), німецьку — 1 834 (0,14 %), білоруську — 1 650 (0,12 %), інші мови — 30 541 (2,30 %), не вказали рідну мову — 8 176 (0,61 %).
Згідно з даними, опублікованими 1 червня 2022 року, у Таллінні проживало 437 817 осіб або 32,9 % всього населення Естонії. У країні налічується 103 села без мешканців.